# Gretna, Skottland
Gretna är en ort i kommunen Dumfries and Galloway i Skottland i Storbritannien. Gretna ligger vid gränsen till England, och folkmängden uppgår till cirka 3 000 invånare. Från Gretna kommer fotbollsklubben Gretna FC. Strax norr om orten ligger byn Gretna Green.
Förbi Gretna går den viktiga motorvägen som binder ihop Skottland och England. I Gretna byter denna motorväg namn. Söderifrån heter den M6 medan den norrut heter A74(M). Någon anledning till bytet av vägnummer finns inte mer än att Skottlands regering är motvilliga till enhetligt motorvägsnummer i England och Skottland för att markera att det i praktiken är två länder. Motorvägen är en av de mer trafikerade i Europa och en del i motorvägsförbindelsen mellan Glasgow och London.